# Светозар Јовановић
Светозар Јовановић (Земун, 1832—Београд, 1892) био је српски трговац и градоначелник Земуна. Његов претхоник на овом положају био је Константин Петровић. 

## Биографија
Светозар се родио у Земуну, отац му се звао Лука, а зна се да је имао и дванаест година млађег брата, Ђоку Јовановића, који је био коњички генерал. Светзар се прво школовао у Земуну, а потом у Бечу, да би се након повратка у родно место почео бавити трговином. Када је Константин Петровић дао оставку на место градоначелника Земуна децембра 1874. на његово место изабран је Светозар.
Светозар је своју дужност градоначеника обављао ревносно, али кратко. Сам период његовог сужбовања био је јако турбулентан. У лету 1875. букнуо је устанак у Херцеговини, а у пролеће наредне године почео је српско-турски рат. И у самом Земуну осећао се дух рата, многи добровољци из Русије и са других страна пролазили су кроз Земун до Србије и са собом носили приче и вести о тамошњим догађајима. У Монархији су се са великом пажњом пратила ова дешавања и са опрезнишћу се мотрило на Земун и друге њене јужне делове насељене Србима.
Светозар Јовановић био је у тешком положају, јер је сам са симпатијама гледао и подржавао прилике у Србији. У то време у Земуну излазио је лист Граничар, чији је уредник био чувени Јован Павловић, и у њему су редовно излазиле вести из Србије и становници Земуна су их са пажњом читали. Међутим, локалне власти су тада добиле наређење да што више удаље дешавања са Балкана од становника Монархије. Полиција је имала задатак да трговину са Србијом сведе на неопходни минимум и да код народа угуши симпатије према дешавањима јужно од границе. Граоначелник Јовановић био је уз струју коју је по наређењу морао сузбијати.
Тада су се прочуле вести да Јовановић не испуњава наредбу и да пограничне мере нису ни оштре ни озбиљно спроведене. Јовановић је све ове вести демантовао. Након неколико дана сазвао је састанак варошког представништва 23. јуна 1876. године и на њој је дао оставку. Сви су били изненађени, чак и најближа његова околина. Постојале су претпоставке да је генерална команда из Загреба тражила његову оставку.
Од тада нестаје Јовановић са политичке позорнице и остатак живота провео је мирно у Београду, где је 1892. године и преминуо. 

## Спољашње вести
- Дејан Арсић - Књижица о Земуну